# 루이제 마르가레타 폰 프로이센 왕녀
프로이센 공주 루이제 마르가레타(독일어: Luise Margareta von Preußen, 영어: Princess Louise Margaret of Prussia, 1860년 7월 25일 ~ 1917년 7월 14일)은 프로이센의 왕족으로 영국 왕자 코넛과 스트래선 공작 아서의 아내이다.
프로이센 왕자 프리드리히 카를의 넷째딸로 프리드리히 빌헬름 3세와 그 아내 메클렌부르크슈트렐리츠의 루이제에게 있어 증손녀에 해당한다. 어머니는 안할트 공 레오폴트 4세의 딸 안할트데사우의 마리아 안나이다.
1879년 3월 13일 코넛 공작 아서와 결혼하여 1남 2녀를 두었고 1917년 스페인 독감으로 사망했다.

## 자녀
- 마거릿(1882~1920) 스웨덴 왕자비
- 아서(1883~1938) 코넛 공자(파이프 여공작 알렉산드라와 결혼)
- 패트리샤(1886~1974) 알렉산더 램지와 결혼